# Stilpnonotus eurypiformis
Stilpnonotus eurypiformis es una especie de coleóptero de la familia Mycteridae.

## Distribución geográfica
Habita en Brasil.